# Senkfuß

Schematischer Fußabdruck eines Senkfußes unter Belastung

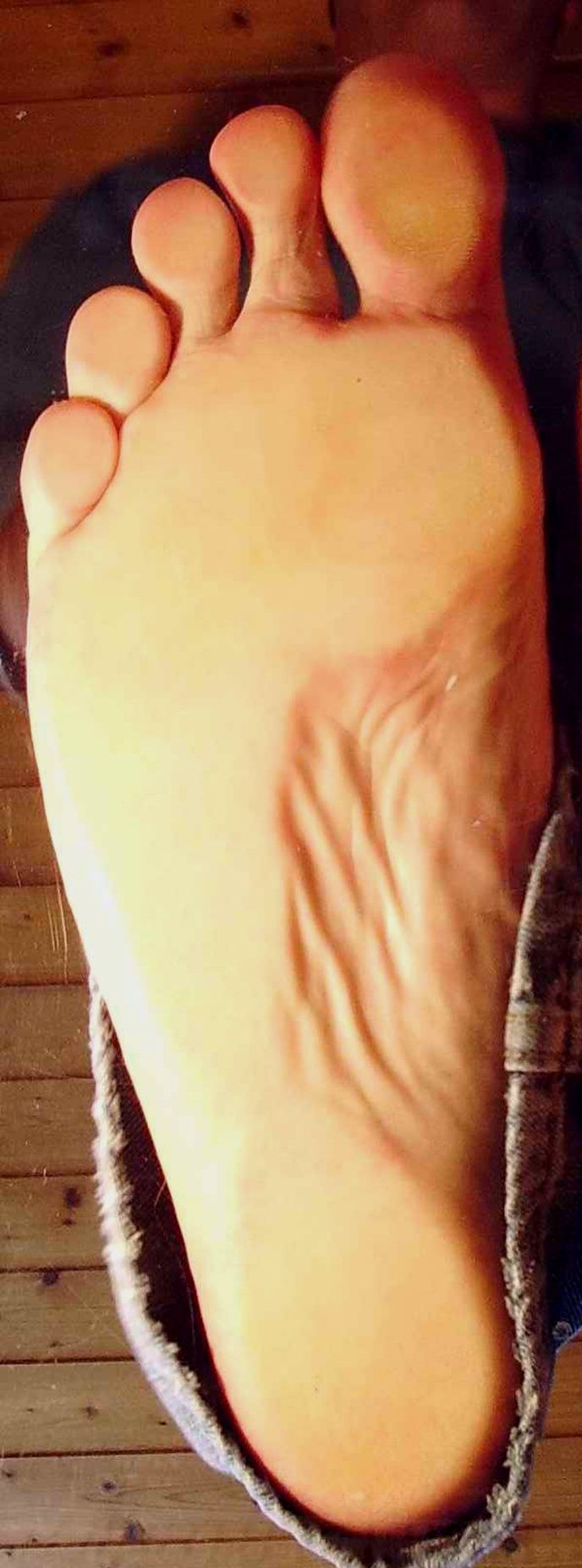
Unbelasteter Senkfuß

Wenn das Längsgewölbe des Fußes (die Wölbung der Fußsohle an der Fußinnenseite vor dem Vorfußballen) abgeflacht ist, wird dies als Senkfuß bezeichnet. Wird bei einem ausgeprägten Senkfuß die Fußsohlenhaut unter dem Längsgewölbe vollständig belastet oder ist die Kontur der Fußinnenseite konkav, liegt als Extremform ein Plattfuß vor.
Ist hingegen der Rückfuß valgisch eingeknickt und steht der Knöchel hierdurch auf der Innenseite deutlich heraus, liegt ein Knickfuß vor. Oft ist jedoch beides kombiniert oder nicht ausreichend differenziert, so dass von einem Knicksenkfuß gesprochen wird.

## Ursachen
In aller Regel ist der Senkfuß durch eine Schwäche der Fußmuskulatur bedingt, die normalerweise das Fußgewölbe trägt. Diese Schwäche ist bei Kleinkindern zunächst noch normal, sollte sich jedoch im Laufe einiger Jahre ausgleichen. Doch bewegungsarme Lebensweise, verstärkt durch die Ruhigstellung der Füße in den Schuhen, verhindert häufig den erforderlichen Trainingsreiz auf die Fußmuskulatur. Deshalb hat sich auch bei Jugendlichen und Erwachsenen die notwendige Muskelspannung für ein stabiles Fußgewölbe noch nicht ausgebildet. Fast immer ist Fußschwäche der Grund für Senkfüße, nur ganz selten angeborene Missbildungen wie z. B. beim Talus verticalis, die im Zweifelsfall jedoch durch ärztliche Untersuchung ausgeschlossen werden sollten. Beim Tragen von schweren Lasten oder durch häufiges Stehen verlängern sich die Bänder im Fuß, so dass der Fuß breiter aufsetzt.

## Folgen
Zu befürchten sind im Laufe des Lebens Überlastungsschmerzen der zu schwachen Fußmuskulatur (z. B. Plantarfasziopathie), Knieschäden infolge falscher Kraftübertragungen beim Gehen und Stehen, Bildung eines schmerzhaften Fersensporns, Bandscheiben- und Rückenprobleme wegen gestörter Bewegungsabläufe und unzureichender Stoßdämpfung durch das eingesunkene Fußgewölbe.

## Behandlung
Eine ursächliche Behandlung ist die Stärkung von Fußmuskulatur, Bänder und Sehnen. Muskelaufbau wird vor allem durch Barfußgehen auf abwechslungsreichem Untergrund und durch Fußgymnastik stimuliert. Ideale Bedingungen für ein therapeutisch wirksames Barfußgehen wurden in den letzten Jahren in zahlreichen Barfußparks geschaffen.
Wichtig ist es, am Anfang das Pensum so vorsichtig zu dosieren, dass keine Schmerzen empfunden werden. Wenn das Barfußgehen von vornherein schmerzt, sollte zunächst unter Anleitung eines Physiotherapeuten geübt werden. Da Barfußgehen nicht immer möglich ist, sollten bevorzugt Schuhe getragen werden, die dem Fuß ein Höchstmaß an Beweglichkeit ermöglichen, wie z. B. Mokassins, Zehenstegsandalen, Barfußschuhe und Sportsandalen.
Passiv stützende Einlagen wirken bei Erwachsenen in der Regel nicht gegen das Grundleiden Muskelschwäche. Bei Untervierzigjährigen wurden jedoch schon Erfolge verzeichnet. Einlagen können aber wichtig sein, um den Senkfuß so weit passiv zu korrigieren, dass kein weiterer Schaden an Füßen, Knien und Rücken entsteht, wenn man öfter lang auf den Beinen ist oder Sport betreibt.
Eine gute Unterstützung zum Muskelaufbau des Fußes können Fußbetteinlagen sein, die mit Flüssigkeit (Fluid) gefüllt sind. Beim zusätzlich vorhandenen Knickfuß sind solche Einlagen jedoch nicht zu empfehlen, weil das Einknicken der Ferse durch solche Einlagen verstärkt wird. Sehr gute Erfolge werden mit therapeutischen Kunststoffeinlagen nach Maß (Gipsfußmodell) erzielt. Diese haben eine Doppelfunktion. Einerseits stützen sie den Fuß und wirken so Schmerzen entgegen, andererseits bieten sie einen geführten, federnden Auftritt und regen damit die Fußmuskulatur zum Training an.
Babys und Kleinkinder trainieren ihre Füßchen bereits in der Wiege. Das Zehenspiel und die Greifbewegungen dienen dem Zweck, die Fußmuskulatur zu stabilisieren. Darum sollte man möglichst keine Schuhe und keine zu engen Strampelanzüge und Strümpfe anziehen. Die Füße des Babys sind noch zu schwach, um dem Gegendruck begegnen zu können. Bei Kindern sollte aber die Herausforderung durch Barfußgehen und Fußgymnastikspiele das wichtigste Element der Vorbeugung und Behandlung sein, denn der Muskelaufbau kann bei ihnen schon innerhalb von Monaten zur Besserung führen.
Zu starre Einlagen aus Metall oder Kork-Leder, die bis Anfang der 1980er Jahre verordnet wurden, sowie die heute überwiegend verschriebenen langsohligen orthopädischen Einlagen aus Weichschaum können unter Umständen bei Kindern von Nachteil sein, da sie die Beweglichkeit der Füße zusätzlich einschränken und den Muskelaufbau behindern. Einlagen sollten nur dann angewendet werden, wenn Gymnastik allein nicht mehr zum Muskelaufbau ausreicht. Moderne, therapeutische Einlagen stimulieren die Fußmuskulatur und tragen somit auf natürliche Art und Weise dazu bei, dass sich die Muskulatur des Fußes festigt und die Brückenform der Gewölbe auch bei starker Belastung beibehält.
Früher haben Orthopäden zu den starren Einlagen noch feste, hochstabile Schuhe empfohlen. Diese Therapie ist überholt. Heute verwendet man je nach Schweregrad des Fußverfalls korrigierende oder stützende therapeutische Einlagen und Schuhe mit einer gedämpften Sohle. Die „Skaterschuhe“ sind oft ideal, weil diese auch im Zehenbereich genügend Raum bieten.
Sensomotorische oder propriozeptive Einlagen werden seit einigen Jahren verstärkt verschrieben. Inwiefern sie zusammen mit täglicher Fußgymnastik einen Effekt haben oder ob sie ebenso wie einfache, orthopädische Weichschaumeinlagen keine Wirkung haben, ist wissenschaftlich nicht ausreichend geklärt. Derzeit gibt es keine Evidenz für ihre Wirksamkeit.